# Selma Des Coudres
Selma Plawneek épouse Des Coudres (née le 2 janvier 1883 à Riga, morte le 4 mars 1956 à Fürstenfeldbruck) est une peintre germano-balte.

## Biographie
Son père, le grossiste en bois Thomas Plawneek, perd tout ce qu'il possède après un incendie en 1891 et meurt la même année. La mère, Olga Brunowski, suit des cours de dessin dans sa jeunesse et encourage le talent artistique de sa fille.
Plawneek est élève de la peintre germano-balte Elise von Jung-Stilling à Riga. En 1903, elle reçoit un diplôme de professeur de dessin pour les collèges de l'Académie russe des beaux-arts, qui lui permet d'enseigner dans les écoles publiques de filles. Elle étudie ensuite pendant un certain temps le dessin d'après nature dans l'atelier de Janis Rozentāls et la peinture de paysage auprès de Vilhelms Purvītis.
Plawneek est pour la première fois illustratrice dans la publication Kiefern im Schnee. Baltische Dichtungen, publiée à Riga en 1906. Ses illustrations de poèmes baltes contemporains et de contes de fées représentent des extraits de paysages ruraux et urbains lettons et sont clairement influencées par l'Art nouveau sur le plan stylistique. Entre 1908 et 1912, le Jahrbuch für bildende Kunst in den Ostseeprovinzen reproduit à plusieurs reprises les peintures, dessins et illustrations de Plawneek. Entre 1909 et 1919, elle expose des peintures à l'huile, des dessins, des gravures sur bois et des linogravures lors de nombreuses expositions à l'Association artistique de Riga et au Musée de la ville avec Vilhelms Purvītis, Janis Rozentāls, Bernhard Borchert, Gerhard von Rosen et d'autres artistes baltes.
En 1909, Plawneek reçoit une subvention de la ville de Riga, financée par la succession de l'artiste Georg Wilhelm Timm, pour promouvoir les artistes de sa ville natale. Cela lui permet de travailler à Munich avec Max Doerner (de) et à Dachau avec Adolf Hölzel à l'été 1909. Au cours des mois d'été 1910 et 1911, elle fréquente l'école d'été de peinture de Julius Exter à Feldwies am Chiemsee, ce qui a une grande influence sur la peintre. Elle s'occupe principalement des paysages. À Munich, Plawneek évolue dans les cercles du légendaire bar d'artistes munichois Simplicissimus, où elle rencontre Joachim Ringelnatz en 1909. Elle a une amitié étroite et permanente avec lui, qui l'appelle Wanjka. Le poète dédie son autobiographie Ma vie jusqu'à la guerre, publiée en 1931, à « Mon amie Vanjka, Mme Selma Des Coudres ».
L'artiste fait la navette entre Munich et Riga jusqu'en août 1914. Pendant la Première Guerre mondiale, elle expose ses œuvres dans diverses expositions. En juin 1918, les œuvres de Plawneek sont présentées dans l'importante exposition Livonie-Estonie à l'Académie des arts de Berlin, qui vise à attirer l'attention sur les réalisations de la culture balte. Elle se rend ensuite à Hambourg et à Lübeck. En juillet 1919, Selma Plawneek tourne le dos à la patrie lettone et s'installe définitivement à Fürstenfeldbruck.
Vers 1900, Fürstenfeldbruck était devenu un refuge pour les artistes cherchant à échapper à l'agitation épuisante et coûteuse de la métropole culturelle de Munich. La peintre vit dans la maison de la famille Wurmdobler, au 4 Fürstenfelder Straße. En 1919, elle présente deux peintures à l'huile, Matin d'automne et Étang, à l'exposition d'art de Munich au Palais des glaces de Munich, dans la section Exposition d'art libre. En 1918, elle rencontre Adolf Des Coudres (de) (1862-1924). Le 3 novembre 1921, elle épouse le peintre paysagiste, de 20 ans son aîné. Le témoin est l'écrivain Hans Erich Blaich, alias Dr. Owlglass (de). En plus de la différence d'âge, alors qu'Adolf Des Coudres est un homme plutôt petit, sa femme est une grande et majestueuse balte. En 1923, Selma Des Coudres expose pour la dernière fois à Munich. Adolf Des Coudres meurt le 21 septembre 1924 à Fürstenfeldbruck.
Après la mort de son mari, Des Coudres se tourne vers le marché de l'art régional et, avec des peintres, sculpteurs, écrivains et musiciens vivant à Fürstenfeldbruck et dans ses environs, fonde en 1924 l'Association des arts de Fürstenfeldbruck, qui se rebaptise Association des artistes de Fürstenfeldbruck. Des Coudres est membre du conseil d'administration de l'association des artistes. Elle utilise le reste de sa fortune, qu'elle perdra lors de l'hyperinflation de la république de Weimar, pour construire une petite maison au 22 Hindenburgstrasse. L'architecte est Lars Landschreiber, le fils de son collègue peintre Max Landschreiber.
Pendant la période d'inflation, Des Coudres commence à produire des portraits miniatures de routine, mais pour des raisons de santé, elle se tourne progressivement vers les portraits à l'huile grand format. Pendant et après la Seconde Guerre mondiale, Des Coudres vend principalement des portraits et des natures mortes florales. La guerre, les problèmes financiers et de santé la forcent à abandonner ses créations et à se mettre au niveau d'un goût provincial. Le 4 mars 1956, Selma Des Coudres décède. Elle est enterrée à côté de son mari dans l'ancien cimetière d'Emmering.